# Gran Partita
B-dúr szerenád tizenhárom hangszerre, avagy „Gran Partita”, K. 361 (K. 370a) Wolfgang Amadeus Mozart egyik legfontosabb, fúvós hangszerekre írott műve.
7 tételt tartalmaz, amelyek a következőek:
1. Largo – Allegro molto
2. Menuetto
3. Adagio
4. Menuetto
5. Romanze. Adagio
6. Thema mit Variationen. Andantino
7. Rondo. Allegro molto

Az 1781-es esztendő első felében Münchenben és Bécsben az Idomeneo c. opera időbeli szomszédságában írta Mozart ezt a művet. Előadó apparátusa zömében fúvóshangszerekből áll (csak a nagybőgő kivétel): két oboát, két klarinétot, két basszetkürtöt, négy kürtöt és két fagottot alkalmaz együttesében. E hangszerek közül a basszetkürt első ízben szerepel Mozart partitúráiban.
A mű első tételét Joseph Haydn nyomán ismét lassú bevezetéssel indítja (érdekes módon a szimfóniák lassú kezdésétől idegenkedik); a gyors főtétel témáját Philidor egyik operájából kölcsönözte Mozart.
Az egész mű legcsodálatosabb darabja a lassú harmadik tétel (Adagio), ahol a fúvós hangszerek gazdag kifejezési lehetőségeit avatott kézzel aknázza ki a zeneszerző. Ennek a zenének sötét tónusait, démoni végzet-hangját megint csak a Don Giovanni című operában idézi fel újból, hat esztendővel később.
A másik lassú tétel megindító románc, a nagy zongoraversenyek lassú tételeinek hangján szól.
A hatodik tételben hat variáció tanúskodik Mozart szellemes találékonyságáról, gazdag képzeletéről.
A finálé sziporkázó rondója a versenyművek fináléinak tomboló jókedvét és a mozarti vígoperák látványos zárójeleneteinek intonációját egyesíti magában.